# يورغن موزر
يورغن كورت موزر (بالألمانية: Jürgen Kurt Moser) ـ (4 يوليو 1928 ـ 17 ديسمبر 1999) هو رياضياتي ألماني أمريكي. له إسهامات في الأنظمة التحريكية الهاملتونية والمعادلات التفاضلية الجزئية. حصل على عدة جوائز مرموقة في مجال الرياضيات، من بينها جائزة وولف (1994 / 1995) وميدالية كانتور (1992).